# Paralaea
Paralaea porphyrinaria là một loài bướm đêm thuộc họ Geometridae. Nó được tìm thấy ở miền nam Úc, bao gồm Tasmania.
Sải cánh dài khoảng 60 mm.
Ấu trùng ăn tán lá các loài Eucalyptus.